# Itaúna (Saquarema)
Itaúna é um bairro do município de Saquarema, no estado do Rio de Janeiro, no Brasil.

## Topônimo
"Itaúna" é um termo de origem tupi que significa "pedra negra", através da junção dos termos itá ("pedra") e un ("negro").

## Turismo
O local possui praias de areia branca, onde são realizados campeonatos nacionais e internacionais de surfe e bodyboard.
A Praia de Itaúna (conhecida como "o Maracanã do surfe") é a mais famosa do município e fica separada da Praia da Vila pelo morro onde está situada a Igreja de Nossa Senhora de Nazaré.
Na ponta à oeste, fica a Barra da Lagoa de Saquarema, onde, frequentemente, ocorrem provas de motocross. Possui ondas grandes e deslizantes. Quem quiser, pode se aventurar fazendo um passeio de banana boat.
No bairro, morou o roqueiro brasileiro Serguei, fundador do "Museu do Rock".